# Len Sutton
Len Sutton (Portland, Oregon, 9 augustus 1925 - aldaar, 4 december 2006) was een Amerikaans autocoureur. Hij startte zeven keer in de Indianapolis 500, waarvan 3 hiervan, de edities van 1958, 1959 en 1960, tot het wereldkampioenschap Formule 1 behoorden. Hij scoorde hierin geen WK-punten. Hij finishte als tweede in de Indianapolis 500 in 1962.